# Видранка (притока Гапи)
Видранка — річка в Україні, у межах Любомльського району Волинської області. Ліва притока Гапи (басейн Західного Бугу).

## Опис
Довжина 10 км, площа басейну 29 км². Долина неглибока, місцями заболочена. Річище слабозвивисте, переважно каналізоване й випрямлене. 

## Розташування
Видранка бере початок на північний схід від села Замлиння. Тече переважно на північний захід. Впадає до Гапи на північ від села Бережці. 